# Pedro Ponce de Cabrera
Pedro Ponce de Cabrera (morto entre 1248 e 1254)[a] foi um rico-homem do Reino de Leão, filho de Ponce Vela de Cabrera e Teresa Rodrigues Girão, filha de Rodrigo Guterres Girão e de sua primeira esposa Maria de Gusmão. Do seu matrimónio com Aldonça Afonso de Leão, filha ilegítima do rei Afonso IX e de Aldonça Martins da Silva, «...descende uma das mais importantes famílias espanholas da Idade Média, os Ponce de Leão, tão importantes na conquista de Andaluzia”.

## Esboço biográfico
Em um documento de julho 1202 aparece como um menor de idade, por conseguinte, provavelmente nasceu no final do século XII. Importante personagem durante os reinados de Alfonso IX—de quem foi seu alferes-mor—e de seu sucessor, Fernando III, em fevereiro de 1221 fez parte da comitiva que acompanhou a infanta Leonor, filha do rei Afonso VIII de Castela, à cidade de Ágreda para o seu casamento com o rei Jaime I de Aragão.
Participou activamente nas campanhas da Reconquista do rei Fernando III em Andaluzia e lutou contra os muçulmanos em Sevilha, Lora del Río e Marchena. Após a conquista de Córdoba, em 1236, foi beneficiado no repartimento das terras.
Morreu entre 1248 e 1254 e foi sepultado na capela-mor do Mosteiro de Santa Maria de Nogales que foi fundado por seus avós, Vela Guterres e Sancha Ponce de Cabrera, junto com a sua esposa Aldonça.

## Matrimónio e descendência
Casou-se antes do 7 de outubro 1235 com Aldonça Afonso,[b] filha ilegítima do rei Afonso IX de Leão e de Aldonça Martins da Silva que pelo seu casamento com Diogo Froilaz foi condessa de Cifuentes, de quem teve:
- Fernando Perez Ponce de Leão (m. 1292)[8] senhor da Puebla das Asturias, Cangas e de Tineo, foi adiantado-mor da  fronteira da Andaluzia, mordomo-mor do rei Afonso X de Leão e Castela “o Sábio”, e do infante Fernando IV de Leão e Castela, filho de Sancho IV de Leão e Castela “o Bravo”. Casou com Urraca Guterres de Meneses, filha de Guterre Suarez de Menezes e de Elvira Nunes. Foi sepultado no Mosteiro de Moreruela;
- Rui Peres Ponce de Leão (m. 1295),[8] eleito mestre da Ordem de Calatrava em 1284,[10] foi mordomo-mor do rei Sancho IV. Faleceu como consequência das feridas recebidas na Batalha de Iznalloz.
- João Pérez Ponce de Leão, em 1248 foi beneficiado no repartimento de Sevilha depois da conquista da cidade;[6][8]
- Pedro Peres Ponce de Leão (m. c. 1280) comendador-mor e Trece na Ordem de Santiago.[10][8] Em 1256, junto com a sua mãe e demais irmãos, procedeu a uma doação ao Mosteiro de Santa Maria de Nogales. Casou com Toda Roldán, filha de Roldán de Alagón;
- Elvira Ponce de Leão;[8]
- Álvaro Ponce de Leão;[8]
- Juana Ponce de Leão[8]